# Jurjaševič
Jurjaševič je priimek v Sloveniji, ki ga je po podatkih Statističnega urada Republike Slovenije na dan 1. januarja 2010 uporabljalo 10 oseb.

## Znani nosilci priimka
- Boris Jurjaševič (*1955), režiser